# Tubolsik
A Tubolsik (hangul: 두벌식 자판, Tubolsik csaphan, RR: Dubeolsik japan) billentyűzetkiosztás a koreai billentyűzetkiosztás olyan fajtája, amelyen a mássalhangzók a bal oldalon, a magánhangzók a jobb oldalon kerültek kiosztásra.
Jelenleg mind a déli és északi nemzeti szabványok a tubolsik kiosztáson alapuló szabványokat alkalmazzák, és a tubolsik elnevezés magára a szabványra utal.

## A KS X 5002 szabvány

KS X 5002: 2007 tubolsik típusú billentyűzet, MS IME váltógombokkal

A szabványos koreai billentyűzetet az 1982-ben létrehozott KS X 5002 „billentyűzetelrendezés az információfeldolgozáshoz” szabvány által szabványosították. 
A billentyűzetben a mássalhangzókat a bal kézre állóan, a magánhangzókat a jobb kézre állóan helyezték, így a Hangul egyik karakterét mássalhangzó-magánhangzó vagy mássalhangzó-magánhangzó-mássalhangzó sorrendjében adjuk meg. 
Általában ismert, hogy öt kettős mássalhangzó (ㄲ, ㄸ, ㅃ, ㅆ, ㅉ) és két magánhangzó (ㅒ, ㅖ) van megadva a szabványban, de ezeket nem szigorúan szabályozzák, és a Shift billentyű és a dupla feliratos billentyű lenyomásával lehet írni őket. Ajánlásként határozható meg, hogy meg lehet csinálni. Ezen túlmenően, bár a KS-szabályozás kimondja, hogy a kettős mássalhangzókat egyszeri mássalhangzók ismételt leütésével lehet megvalósítani, a ㅒ és ㅖ magánhangzók is kombinálhatók, de a kettős mássalhangzók az alap és a kezdő között fennálló kapcsolat miatt nem valósíthatók meg ismételten. 
Elválasztók szükségesek ahhoz, hogy új szöveget gépeljünk. Egyéb átfedéseket, például a ㄳ-t és kettős magánhangzókat, mint például a ㅘ-t, a két billentyű egymás utáni megnyomásával adhatunk meg, az ábra szerint. A ㅐ, ㅔ, ㅒ, ㅖ azonban valójában nincsen kombinálva, és magába a ligatúrába kell beírni őket.
Ez a billentyűzet a legelterjedtebb koreai billentyűzetkiosztás, mióta a számítógépek népszerűvé váltak. A koreai karaktereket, és azt leszámítva hogy a backslash (\) karakter helyett ₩ jel van, a számok és szimbólumok elrendezése megegyezik az angol (USA) QWERTY billentyűzettel. 
Előnye, hogy könnyen megtanulható, mert a megtanulandó billentyűk száma megegyezik a koreai íráshoz szükséges betűk számával. Továbbá, mivel ez egy nemzeti szabvány, szinte minden olyan számítógépes berendezésben használható, amely koreai nyelvi támogatással rendelkezik. 
Ugyanakkor nem lehet ugyanazt az elrendezést használni, mint egy mechanikus (analóg) írógépen, vannak hátrányai, például a billentyűzet-ghosting, és kiegyensúlyozatlan teher éri mindkét kezet. Az egyik ㅠ magánhangzó pedig a bal oldalon található, és kissé kívül esik a bal mássalhangzó és a jobb magánhangzó elvén. A Backslash (\) hiánya miatt nem éppen kompatibilis az amerikai szabványos QWERTY billentyűzettel. Az információfeldolgozás szempontjából nehéz következetesen azonosítani és feldolgozni az első, a középső és a végső betűt, és csoportosító automaták elengedhetetlenek ahhoz, hogy a bemeneti információkat koreai szótagokba valósítsák meg. Pl. azrjfrmfnqbillentyűzet-szekvencia a 걸그룹(kolgurup) azaz lányegyüttes szót írja be.
A tubolsik billentyűzethez 14 mássalhangzó, 10 magánhangzó és 5 kettős mássalhangzó szükséges, és a ㅐ és ㅔ kombinálható a ㅏ ㅣ és a ㅓ ㅣ betűvel, ezért elsősorban a kettős mássalhangzókat kell figyelembe venni, ezért szekvenciális hiba esetén újra kell írni az adott szöveget, mert utólag nem kijavítható a rossz írású szó.

## A 9256-os változat

9256-os változatú billentyűzet

A Koreai Népi Demokratikus Köztársaság szokásos billentyűzetkiosztása tubolszik, amelyet nagyban befolyásolt a koreai szabványos billentyűzet, és ezt a Koreai Népi Demokratikus Köztársaság 9256. számú nemzeti rendelete előírja. Ezt a szabványt nemzetközileg KPS 9256 néven emlegetik. Kezdetben 1991-ben nemzetközi szabványtervezetként benyújtották a helyettesítési módszert (pl. ㄱ + ㅏㅏ = ?, ㄱ + ㅓㅓ = ki), de a nyelvi élettel való összhang hiánya miatt nem lehetett használni, végül 1993-ban beiktatták szabványként. A mássalhangzók és a magánhangzók elrendezése különbözik a szabványos billentyűzetétől, a baloldali magánhangzók közül csak az egyik egyezik meg a szokásos koreai billentyűzettel. A beviteli módszer ugyanaz.

## Beviteli mód-szoftverek
- Fcitx / iBus (Linux)
- Microsoft IME (Windows)
- Gboard (Android)

## Fordítás
Ez a szócikk részben vagy egészben  a(z)   두벌식 자판 című koreai Wikipédia-szócikk ezen változatának fordításán alapul.  Az eredeti cikk szerkesztőit annak laptörténete sorolja fel. Ez a jelzés csupán a megfogalmazás eredetét és a szerzői jogokat jelzi, nem szolgál a cikkben szereplő információk forrásmegjelöléseként.